# ⱻ
Cette page contient des caractères spéciaux ou non latins. S’ils s’affichent mal (▯, ?, etc.), consultez la page d’aide Unicode.
ⱻ, appelé petite capitale E culbuté, est une lettre additionnelle de l’écriture latine qui est utilisée dans l’alphabet phonétique ouralien.

## Utilisation
Dans l’alphabet phonétique ouralien, ‹ ⱻ › représente une voyelle mi-fermée antérieure non arrondie dévoisée à la prononciation réduite : le e minuscule ‹ e › représentant une voyelle mi-fermée antérieure non arrondie, sa petite capitale e ‹ ᴇ › indiquant son dévoisement et sa rotation indiquant la prononciation réduite. Cette voyelle est notée [₍e̥̽₎] ou [e̥̽] avec l’alphabet phonétique international.

## Représentations informatiques
La petite capitale E culbuté peut être représentée avec les caractères Unicode (Latin étendu C) suivants :
| formes    | représentations | chaînes de caractères | points de code | descriptions                                      |
| --------- | --------------- | --------------------- | -------------- | ------------------------------------------------- |
| minuscule | ⱻ               | ⱻ                     | U+2C7B         | lettre minuscule latine petite capitale e culbuté |